# Фрадкин, Наум Григорьевич
Наум Григорьевич Фрадкин (1912 — 1998) — советский историк науки, редактор, кандидат географических наук, старший научный сотрудник Института географии АН СССР. Участник Великой Отечественной войны.

## Биография
Родился в Москве в 1912 году в семье юриста Гилеля Завелевича Фрадкина и зубного врача Веры Рафаиловны Гимельштейн.
В 1938 окончил Московский плановый институт, а в 1940 заочно Московский государственный педагогический институт им. А. С. Бубнова (МГПИ). Будучи студентом пединститута, преподавал географию и геологию в средней школе.
В 1941 году, после начала Великой Отечественной войны, ушёл на фронт, был ранен. После демобилизации по ранению вернулся в Москву и поступил в аспирантуру МГПИ. В 1945 году защитил кандидатскую диссертацию, посвящённую П. П. Семёнову-Тян-Шанскому.
В 1946—1955 заведовал редакцией в Географгизе, публиковавшей литературу по истории географии. Автор книг о жизни великих путешественников.
В 1955—1973 — сотрудник Института географии АН СССР. Изучал историю географических исследований территории СССР, Сибири и Дальнего Востока. Разрабатывал тему роли географических открытий в познании Земли. В своих работах показал различие территориальных открытий и теоретических концепций в географии.
После ухода на пенсию по состоянию здоровья продолжал писать научно-популярные книги.

## Основные публикации
- Фрадкин Н. Г. Путешествия И. И. Лепехина, Н. Я. Озерецковского, В. Ф. Зуева. — М.: Географгиз, 1948. — 96 с. — (Русские путешественники). — 50 000 экз.
- Фрадкин Н. Г. Академик И. И. Лепехин и его путешествия по России в 1768—1773 гг.. — М.: Географгиз, 1950. — 216 с. — 15 000 экз.
  - Фрадкин Н. Г. Академик И. И. Лепехин и его путешествия по России в 1768—1773 гг. / Обл. и рис. худож. В. М. Лисевича. — 2-е изд. — М.: Географгиз, 1953. — 224 с. — 25 000 экз.
- Фрадкин Н. Г. С. П. Крашенинников. — М.: Географгиз, 1951. — 40 с. — (Замечательные географы и путешественники). — 50 000 экз. (см. Крашенинников, Степан Петрович)
- Фрадкин Н. Г. По земле Камчатской. — М.: Детгиз, 1953. — 64 с. — 30 000 экз.
- Фрадкин Н. Г. С. П. Крашенинников / Под ред. А. И. Соловьёва. — 2-е изд. — М.: Географгиз, 1954. — 48 с. — (Замечательные географы и путешественники). — 50 000 экз.
- Фрадкин Н. Г. Путь к югу от Небесных гор / Ил.: Б. Кыштымов и Л. Ламм. — М.: Детгиз, 1958. — 136 с. — 30 000 экз.
- Фрадкин Н. Г. Рождение карты: Страницы из истории географических открытий. — М.: Молодая гвардия, 1958. — 160 с. — 35 000 экз.
- Фрадкин Н. Г. Очерки по истории физико-географических исследований территории СССР (1917—1927 гг.) / Институт географии АН СССР. — М.: Изд-во АН СССР, 1961. — 248 с.
- Фрадкин Н. Г. С четырех сторон горизонта. — М.: Географгиз, 1962. — 144 с. — (Путешествия. Приключения. Фантастика). — 50 000 экз.
- Фрадкин Н. Г. Географические исследования Сибири и Дальнего Востока (1928—1945 гг.). — М.: Наука, 1967. — 184 с.
- Фрадкин Н. Г. Географические открытия и научное познание Земли / Отв. ред. и авт. предисл. В. С. Преображенский; Институт географии АН СССР. — М.: Мысль, 1972. — 136 с. — 24 000 экз.
- Фрадкин Н. Г. Образ Земли. — М.: Мысль, 1974. — 176 с. — 60 000 экз.
- Фрадкин Н. Г. С. П. Крашенинников. — 3-е изд. — М.: Мысль, 1974. — 64 с. — (Замечательные географы и путешественники). — 50 000 экз.
- Фрадкин Н. Г. Необыкновенные путешествия. — М.: Мысль, 1978. — 144 с. — 70 000 экз.

Редактор:
- Андреев Д. Л., Матвеев С. Н. Замечательные исследователи горной Средней Азии: (П. П. Семенов-Тян-Шанский. Н. А. Северцов. А. П. Федченко. И. В. Мушкетов) / Под ред. Н. Г. Фрадкина. — М.: Географгиз, 1946. — 96 с. — (Русские путешественники). — 50 000 экз.